# The Mellow Side of Clifford Jordan
| Recensione | Giudizio |
| ---------- | -------- |
| AllMusic   | [ 1 ]    |

The Mellow Side of Clifford Jordan è una raccolta (di brani inediti) su CD di Clifford Jordan, pubblicato dall'etichetta discografica Mapleshade Productions Records nel novembre 1997.

## Tracce
1. Embraceable You – 5:16 (George Gershwin, Ira Gershwin) – Sax tenore / organo trio
2. CJ's Riff – 2:55 (Clifford Jordan) – Sax tenore / sax tenore / percussioni
3. Trees – 8:56 (Joyce Kilmer, Oscar Rasbach) – Sax tenore / tromba / pianoforte
4. Jug's Groove – 4:05 (Clifford Jordan) – Sax tenore / chitarra
5. Soul Eyes – 16:30 (Mal Waldron) – Sax tenore / tromba / pianoforte
6. Five 'n' Free – 5:39 – Sax soprano / sax tenore / trombone / sax baritono / percussioni
7. Daydream – 6:53 (Duke Ellington, John Latouche, Billy Strayhorn) – Sax soprano / pianoforte

## Musicisti
- Clifford Jordan - sassofono tenore, sassofono soprano
- Carter Jefferson - sassofono tenore
- Fred Cook - sassofono baritono
- Kenny Reed - tromba
- Julian Priester - trombone
- Chris Anderson - pianoforte
- Larry Willis - pianoforte
- Mike LeDonne - organo hammond B-3
- Rudy Turner - chitarra elettrica
- Edson Machado - batteria
- Nasser Abadey - percussioni